# Доступ к публичной информации в Черногории
Доступ к публичной информации и свобода информации являются реализацией права на доступ к информации и основой эффективной работы демократических институтов, которая повышает подотчётность правительств и государственных служащих, а также расширяет возможности участия людей в общественной жизни. Фундаментальная основа права на доступ публичной информации сводится к тому, что информация, которой располагают правительственные учреждения, является публичной по сути и может быть скрыта только в соответствии с определёнными положениями, описанными в законе.
В Черногории право на доступ к информации закреплено статьёй 51 Конституции, гарантирующей доступ к публичной информации о деятельности государственных органов, и Законом о свободном доступе к информации. Первая версия этого закона была принята в 2005 году, в 2013 году в силу вступил новый закон. В 2016 году в Черногории началась разработка поправок в законопроект с целью приведения его в соответствие стандартам Евросоюза; в 2017 году текст нового закона с поправками был представлен общественности.

## Действующее законодательство
Статья 51 Конституции Черногории закрепляет за гражданами право на доступ к информации публичного характера, которой владеют органы власти и иные соответствующие организации. Ограничение доступа к информации может иметь место в случае, если это будет противоречить защите здоровья и жизни гражданина; обеспечению безопасности общества и государства; проведению уголовного расследования; реализации внешней, валютной и экономической политики страны. В 2013 году в Черногории вступил в силу Закон о свободном доступе к информации (черног. Zakon o slobodnom pristupu informacijama), опубликованный в издании «Službeni list Crne Gore» (№ 044/12 от 9 августа 2012 года). 9 мая 2017 года в том же издании в номере 030/17 был опубликован новый текст Закона после внесения ряда поправок. В законе оговаривалось, что доступ к публичной информации основывается на принципах свободного доступа к информации, прозрачности работы власти, праве общественности на информацию и на равноправии всех граждан перед законом. Право на доступ к информации подобного типа предоставлялось любым физическим лицам (вне зависимости от наличия или отсутствия гражданства Черногории) и юридическим лицам, равно как и право на повторное использование информации; доступ предоставлялся каждому на одних и тех же условиях.
В Законе приводилась процедура получения доступа к публичной информации. Так, каждый орган должен располагать опубликованным на сайте руководством по доступу к публичной информации, которое должно обновляться не реже одного раза в год (в течение 30 суток с момента изменения видов информации, находящихся в его распоряжении). Само руководство должно быть опубликовано в течение 15 суток с момента его принятия. При публикации самой информации должна обеспечиваться защита персональных данных. Решение о предоставлении физическому или юридическому лицу доступа к информации должно приниматься в течение 15 рабочих дней со дня подачи соответствующего запроса. Законом также учреждался надзорный орган по защите персональных данных и доступу к информации (в тексте закона — Агентство). Ответственные органы власти и иные организации, которые не выполняли положения законодательства о предоставлении доступа к публичной информации, могли быть оштрафованы на суммы в эквивалентах от 500 до 20000 евро.

## Оценка эффективности
После принятия закона доля отказов в доступе к публичной информации снизилась с 24% в 2014 году до 18% в 2015 году (из 4434 случаев имели место 805 отказов), а в 2016 году бюджет Агентства по защите персональных данных и доступу к информации вырос в полтора раза. Однако в отчёте того же года Европейская комиссия сообщала, что закон всё ещё не соблюдался в должной мере в Черногории. Газета Vijesti утверждала, что на практике получить нужную информацию журналистам и любым неправительственным организациям всё ещё было крайне сложно.
Около 70% запросов о предоставлении доступа к информации делают неправительственные организации, одной из которых является MANS: в частности, она сообщала, что у Агентства не хватало ресурсов для обработки всех запросов. Согласно Европейской комиссии, за 2015 год в Агентство была подана 1431 жалоба: в большинстве случаев звучали претензии, что чиновники просто не отвечали на запросы о предоставлении информации. В случаях, когда ответ всё-таки был получен, заявителю приходилось слишком много ждать и даже подавать жалобы в Агентство.
Законом оговорены условия, когда в получении доступа может быть отказано — например, если обнародование информации будет являться разглашением чьих-то персональных данных или подвергнет опасности жизнь человека. Однако Европейская комиссия утверждала, что иногда основания для неразглашения данных кажутся неубедительными. MANS сообщала, что законодательные формулировки условий отказа в предоставлении доступа к публичной информации являются слишком расплывчатыми и неоднозначно истолковываются.
Международное издание Balkan Insight и Госдеп США отмечали по итогам 2015 года, что больше всего проблем с доступом информации возникают у журналистов и неправительственных организаций, изучающих процесс приватизации в Черногории или расследующих коррупционные скандалы; организация MANS утверждала, что такие же проблемы возникают при попытке выяснить государственную долю во многих предприятиях.